# رودلف آگوست اوتکر
رودلف آگوست اوتکر (آلمانی: Rudolf August Oetker؛ ‏ ۲۰ سپتامبر ۱۹۱۶ – ۱۶ ژانویهٔ ۲۰۰۷) کارآفرین، سرمایه‌گذار، بازرگان و نیکوکار اهل آلمان بود. از کارهای مهش آن بود که دکتر اوتکر را که توسط پدربزرگش آگوست اوتکر بنیان نهاده شده بود، به یک شرکت چندملیتی مواد غذایی تبدیل کرد. پدربزرگش مخترع نوعی بیکینگ پودر بود. اوتکر در طول جنگ جهانی دوم یکی از اعضای حزب نازی بود.  وی از سال ۱۹۴۱ تا ۱۹۴۴ به عنوان داوطلب در وافن-اس‌اس خدمت کرد.
پس از جنگ، اوتکر در اردوگاه بازداشتگاه اِشتاموله در نزدیکی پادربورن زندانی شد. هنگامی که خالکوبی گروه خونی نژادی اس‌اس او زیر بغل چپش کشف شد، نگهبانان به طرز وحشیانه‌ای وی را مورد ضرب و شتم قرار دادند. این واقعه باعث شد تا سال‌ها پس از جنگ، اوتکر برای راه رفتن به عصا نیاز داشت. پس از آزادی در سال ۱۹۴۷، او نام شرکت را به یک نام آشنا در آلمان امروز تغییر داد. «گروه اوتکر» یکی از نمادهای تلاش برای بازسازی پس از جنگ جهانی دوم در کشور بدل شد. در دهه ۱۹۶۰، اوتکر بودجه سازمان کمک خاموش، یک سازمان امدادی برای کهنه‌سربازان اس‌اس، فراریان، و مجرمان جنگی را تأمین کرد.
اوتکر در سال ۱۹۸۱ بازنشسته شد و سِمَت مدیر اجرایی را به پسرش آگوست اوتکر (جونیور) سپرد.
فوربز در سال ۲۰۰۶، دارایی خالص او را ۸٫۰ میلیارد دلار آمریکا برآورد کرد.